# Мамија Гуриели
Мамија Гуријели (груз. მამია გურიელი, фл.  1460) био је члан куће Дадијани и еристави („војвода“) од Гурије у западној Грузији у другој половини 15. века. Био је први владар Гурије назван Гуријели, по коме су војводе, а затим и принчеви од Гурије формирали једну непрекидну династију све до руске анексије 1829. године.
Мамија је био млађи син Липарита I Дадијанија (умро 1470. године), еристави од Одишија (Мингрелија), и брат Липаритовог наследника Шамадавла Дадијанија. Први пут се помиње у повељи грузијског краља Ђорђа VIII из 1460. године. Мамија је имао у поседу Гурију, која је била феуд секундогенитуре Дадијана од око 1352. године. До 1450-их, Грузија је била уплетена у низ међусобних сукоба који су на крају довели до поделе Краљевине Грузије. Грађански рат је престао, али само накратко, до 1460. године, када је италијански изасланик Лудовико да Болоња покушао да посредује између грузијских династа како би им омогућио учешће у предложеном крсташком рату папе Пија II против османске претње. Међу источнохришћанским принчевима спремним да узму оружје у руке, савремени западноевропски документи помињу Мамија као маркиза од Гурије: „Mania, marchio Goriae“.
Мамија је можда био грузијски владар који је победио Бургунде код Батумија и затворио њиховог вођу, Жофроа де Тоазија, 1445. године. Тоази је ослобођен само захваљујући добрим услугама трапезунтског цара Јована IV Великог Комнина. Гуријели, чије је господство лежало између трапезунтске теме Лације и Мингрелије, имали су блиске везе са Комнинима. Цар Давид Велики Комнин је послао своју жену, Хелену, код Мамија ради сигурности непосредно пре него што је османска војска напредовала ка Трапезунту 1461. године. Хроника Лаоника Халкокондила сугерише да је Мамија можда био у браку или на неки иначе незабележен начин у сродству са Трапезунтским Комнинима. Према историчару Кирилу Туманову, то значи да је Мамија био ожењен са ћерком цара Давида Трапезунтског.